# 劉尚志
劉尚志（1542年—1623年），字汝立，又字行甫，號景夢（景孟），直隸安慶府 懷寧縣民籍，潛山縣人，明朝政治人物。

## 生平
隆慶四年（1570年）庚午科應天鄉試第二十一名舉人，五年（1571年）中式辛未科會試第一百二十四名，三甲第五十九名進士。兵部觀政，初授广东归善知县，丁母忧归。萬曆四年（1576年）起补山阴令，再丁父忧。服阕，万历十一年召入为刑科给事中，十四年升右给事中，升浙江按察司海道副使，十七年十月升江西右参政，二十年七月升福建按察使，二十一年七月升浙江右布政使，以连失当事者意，免官归，时年五十四。三十一年以荐起复为山东右布政使，兵备登莱，三十三年十月转左布政使，三十四年十二月考察以不及免归。天啓三年（1623年）卒，年八十二。

## 家族
曾祖劉道旭；祖父劉愷；父劉釗，母葉氏。具慶下。（子）刘若宽、刘若宠、刘若实、劉若宰、刘若寓、刘若寅、劉若宜、刘若安、刘若宝、刘若审、刘若寰、刘若宅。